# Misayre ! Misayre !
Misayre ! Misayre ! est un roman de François Salvaing publié le 1er janvier 1988 aux éditions Balland et ayant obtenu le Prix du Livre Inter la même année. L'histoire est basée sur un conte traditionnel répandu dans de nombreux pays, celui du forgeron Misère.

## Éditions
- Misayre ! Misayre !, éditions Balland, 1988  (ISBN 2-7158-0676-0)